# Haliotis unilateralis
Haliotis unilateralis é uma espécie de molusco gastrópode marinho pertencente à família Haliotidae. Foi classificada por Lamarck, em 1822. É nativa do norte e oeste do oceano Índico, em águas rasas.

## Descrição da concha
Haliotis unilateralis possui concha de coloração variável, geralmente em tons de amarelo, laranja, marrom e vermelho, mais raramente em verde. Ela tem superfície lisa a verrugosa, com estrias em espiral visíveis em alguns espécimes, carecendo de sulcos mais profundos e escultura irregular mais forte. Os furos abertos na concha, de 4, geralmente, a 5, são circulares e mais ou menos elevados. Região interna madreperolada, iridescente, apresentando o relevo da face externa visível.

## Distribuição geográfica
De acordo com o WoRMS, esta espécie está descrita nas regiões norte e oeste do oceano Índico, em Aldabra, África do Sul, Moçambique, Madagáscar, Maurícia, Tanzânia, Quênia, Mar Vermelho e Emirados Árabes Unidos, no golfo de Omã.